# タニノハローモア
タニノハローモアとは日本の競走馬。第35回日本ダービーを、3強と称されたマーチス・タケシバオー・アサカオーを出し抜き優勝した事で知られている。馬主は谷水信夫。

## 略歴

### 誕生
1965年4月23日にカントリー牧場で生を受けたタニノハローモアは、『鍛えて最強馬を生み出す』と言う思想を実践すべく同牧場を設立した谷水信夫の影響により、同期の半数がデビュー前に競走能力喪失と言うスパルタ教育を受ける事となった。このスパルタ教育にマーチスと共に耐え抜いたタニノハローモアは、当時は無名だった戸山為夫調教師の元でデビューする事となった。

### 現役時代
3歳時の8月にデビューしたが、初勝利までに4戦を要し、その後もひと月に1、2走を重ね、東京優駿（日本ダービー）に出走するまで17戦も出走した。これは現在でも、日本ダービー歴代優勝馬の中でデビューから日本ダービーまでの最多出走数となっている。この17戦の戦績で重賞は勝てなかったものの、11月18日のオープンではレコード勝ちを記録し、合計5勝した。
皐月賞でマーチスの6着、NHK杯でもマーチスの3着となって東京優駿に出走する。このとき8連敗中であり、当日は単勝9番人気の低評価だった。東京競馬場はマーチス・タケシバオー・アサカオーの3強対決に沸いていたが、3強はお互いに牽制しあいタニノハローモアの逃げ切りを許した。レース前夜、タニノハローモア陣営は「1枠1番を生かして、思い切って逃げてみよう。3強は互いに牽制し合うはずだから、ひょっとするかもしれない」と逃げる作戦を立てていた。
その後もタニノハローモアは日本ダービーの1か月後の札幌競馬場スタンド増築記念に出走するなど休みなく走り続けた。菊花賞は6着に終わったが、朝日チャレンジカップ・京都盃・中京記念などの重賞を勝っている。
オーナーと調教師の思想のもと、徹底的に鍛え抜かれて作り上げられた馬で、戸山にとっては鍛えて名馬を作り上げる厩舎の運営理念を体現してみせた最初の馬となった。2年に満たない競走馬生活のなかで30戦走ったが、逃げ馬にもかかわらず大崩れしたレースは少なく、掲示板（5着以内）を外したのは皐月賞と菊花賞の2戦だけであった。

### 引退後
5歳の春に引退し種牡馬入りしたが、代表勝ち鞍である東京優駿優勝が展開の綾に助けられたと思われたこともあり種牡馬としての評価は低く、目立った産駒を出す事なく1985年10月15日にこの世を去った。
種付け自体は死亡する年まで行っており、ラストクロップとなる1986年生まれの産駒の1頭であるミチノクモアー（大井で1勝）が1991年に競走馬を引退するまで産駒が現役競走馬として走っていた。

## 血統表
| タニノハローモアの血統（フェアウェイ系 / Fairway(Pharos)2×5=28.13%） | タニノハローモアの血統（フェアウェイ系 / Fairway(Pharos)2×5=28.13%） | タニノハローモアの血統（フェアウェイ系 / Fairway(Pharos)2×5=28.13%） | （血統表の出典）     | （血統表の出典） |
| 父 *ハロウェー Harroway 1940 黒鹿毛                                  | 父の父Fairway 1925 鹿毛                                              | Phalaris                                                             | Polymelus            | Polymelus        |
| 父 *ハロウェー Harroway 1940 黒鹿毛                                  | 父の父Fairway 1925 鹿毛                                              | Phalaris                                                             | Bromus               |                  |
| 父 *ハロウェー Harroway 1940 黒鹿毛                                  | 父の父Fairway 1925 鹿毛                                              | Scapa Flow                                                           | Chaucer              | Chaucer          |
| 父 *ハロウェー Harroway 1940 黒鹿毛                                  | 父の父Fairway 1925 鹿毛                                              | Scapa Flow                                                           | Anchora              |                  |
| 父 *ハロウェー Harroway 1940 黒鹿毛                                  | 父の母Rosy Legend 1931 黒鹿毛                                        | Dark Legend                                                          | Dark Ronald          | Dark Ronald      |
| 父 *ハロウェー Harroway 1940 黒鹿毛                                  | 父の母Rosy Legend 1931 黒鹿毛                                        | Dark Legend                                                          | Golden Ledend        |                  |
| 父 *ハロウェー Harroway 1940 黒鹿毛                                  | 父の母Rosy Legend 1931 黒鹿毛                                        | Rosy Cheeks                                                          | St.Just              | St.Just          |
| 父 *ハロウェー Harroway 1940 黒鹿毛                                  | 父の母Rosy Legend 1931 黒鹿毛                                        | Rosy Cheeks                                                          | Purity               |                  |
| 母 ジヨオー 1954 栗毛                                                | 母の父Borealis 1941 栗毛                                             | Brumeux                                                              | Teddy                | Teddy            |
| 母 ジヨオー 1954 栗毛                                                | 母の父Borealis 1941 栗毛                                             | Brumeux                                                              | La Brume             |                  |
| 母 ジヨオー 1954 栗毛                                                | 母の父Borealis 1941 栗毛                                             | Aurora                                                               | Hyperion             | Hyperion         |
| 母 ジヨオー 1954 栗毛                                                | 母の父Borealis 1941 栗毛                                             | Aurora                                                               | Rose Red             |                  |
| 母 ジヨオー 1954 栗毛                                                | 母の母*ダーバリー Darbari 1946 鹿毛                                  | Scottish Union                                                       | Cameronian           | Cameronian       |
| 母 ジヨオー 1954 栗毛                                                | 母の母*ダーバリー Darbari 1946 鹿毛                                  | Scottish Union                                                       | Trustful             |                  |
| 母 ジヨオー 1954 栗毛                                                | 母の母*ダーバリー Darbari 1946 鹿毛                                  | Chaser                                                               | Foxhunter            | Foxhunter        |
| 母 ジヨオー 1954 栗毛                                                | 母の母*ダーバリー Darbari 1946 鹿毛                                  | Chaser                                                               | Blanquette F-No.12-f |                  |